# Redfield (Kansas)
Redfield és una població dels Estats Units a l'estat de Kansas. Segons el cens del 2000 tenia 140 habitants.

## Demografia
Segons el cens del 2000, Redfield tenia 140 habitants, 55 habitatges, i 37 famílies. La densitat de població era de 386,1 habitants/km².
Dels 55 habitatges en un 34,5% hi vivien nens de menys de 18 anys, en un 52,7% hi vivien parelles casades, en un 9,1% dones solteres, i en un 32,7% no eren unitats familiars. En el 27,3% dels habitatges hi vivien persones soles el 9,1% de les quals corresponia a persones de 65 anys o més que vivien soles. El nombre mitjà de persones vivint en cada habitatge era de 2,55 i el nombre mitjà de persones que vivien en cada família era de 3,11.
Per edats la població es repartia de la següent manera: un 30,7% tenia menys de 18 anys, un 5,7% entre 18 i 24, un 27,9% entre 25 i 44, un 27,9% de 45 a 60 i un 7,9% 65 anys o més.
L'edat mediana era de 35 anys. Per cada 100 dones de 18 o més anys hi havia 86,5 homes.
La renda mediana per habitatge era de 23.333 $ i la renda mediana per família de 28.750 $. Els homes tenien una renda mediana de 22.188 $ mentre que les dones 13.594 $. La renda per capita de la població era de 10.351 $. Entorn del 40,5% de les famílies i el 36,7% de la població estaven per davall del llindar de pobresa.

## Poblacions més properes
El següent diagrama mostra les poblacions més properes.